# Antes de nós
Antes de nós (traducido al español como Antes de nosotros) es una película española de habla gallega de drama biográfico de 2025, dirigida por Ángeles Huerta y escrita por Pepe Coira. Está protagonizada por Xoán Fórneas y Cris Iglesias. Tuvo su estreno mundial como la película de apertura del Festival de Cans el 20 de mayo de 2025, y luego se estrenó en cines españoles el 23 de mayo de 2025, con distribución de Atalante Films.

## Trama
La película se centra en dos momentos clave de la relación entre Castelao y Virxinia Pereira. En 1918, Castelao dimite de su puesto de trabajo como funcionario en Pontevedra, para trabajar como médico en Rianjo, en medio de la gripe española, lo que lo convierte en un héroe y abre una brecha en su relación con Virxinia. Once años después, en 1929, el matrimonio realiza un viaje en Bretaña para lidiar con la pérdida de su único hijo, el cual los unirá para siempre.

## Reparto
- Xoán Fórneas como Castelao
- Cris Iglesias como Virxinia Pereira
- Nancho Novo como Sobral
- Xoel Fernández como Cándido
- Miquel Insúa como Viturro
- Sergio Zearreta como Cubeiro
- Isabel Vallejo como Xaquina
- Adrián Ríos como Moure

## Producción
El 3 de septiembre de 2024, se anunció que el día anterior había iniciado en Galicia el rodaje de la película biográfica Antes de nós, sobre la vida del polifacético gallego Castelao, bajo la producción de Zenit TV y Retrincos AIE. Xoán Fórneas, Cris Iglesias, Nancho Novo, Xoel Fernández, Miquel Insua, Sergio Zearreta, Isabel Vallejo y Adrián Ríos fueron anunciados como el reparto protagonista de la película. El rodaje tuvo lugar a lo largo de septiembre de 2024 en localidades gallegas como Rianjo, Pontevedra, Santiago de Compostela, Muros, Finisterre, Silleda y Negreira.

## Lanzamiento y marketing
El 2 de abril de 2025, se anunció que Antes de nós tendría su estreno mundial como la película de apertura del Festival de Cans el 20 de mayo de 2025, y que después se estrenaría en cines españoles el 23 de mayo de 2025. El 30 de abril de 2025, Atalante Films lanzó el tráiler de la película.